# Православный богословский факультет Прешовского университета
Правосла́вный богосло́вский факульте́т Пре́шовского университе́та (словац. Pravoslávna bohoslovecká fakulta Prešovskej univerzity v Prešove) — структурное подразделение Прешовского университета. Основан в 1950 году как самостоятельное учебное заведение.
Целью Православного богословского факультета является подготовка будущих священнослужителей, преподавателей религиозных и этических дисциплин, работников в сфере православного богословия и социального служения, а также сотрудников учреждений Православной Церкви Чешских земель и Словакии. При факультете также действует Семинария для священнослужителей. При Семинарии открыт храм святого Иоанна Богослова.

## История
Подготовка кандидатов в священство было актуальной проблемой для Чешской и Мукачевско-Прешовской епархий уже в период между Первой и Второй мировыми войнами. Молодые люди, желающие получить богословское образование, отправлялись на обучение в Югославию, (в Сремские Карловцы, Битолу, Сараево, богословский факультет в Белграде) или в Румынию. Так, например, в 1938 году в Югославии находились на обучении в духовных учебных заведениях 29 студентов из Подкарпатской Руси. Свято-Сергиевский православный богословский институт в Париже был недоступен, главным образом, в силу финансовых причин. В 1920-х годах действовали также курсы по подготовке духовенства в самой Чехословакии (в Оломоуце и в Закарпатье). В Восточной Словакии планировалось открыть семинарию. В период немецкой оккупации православные курсы приобрели особую важность, так как контакты с Сербской Православной Церковью были нарушены.
Когда в 1945 году в Чехословакии началось восстановление православной церковной жизни, были созданы благоприятные условия для восстановления духовной школы. В 1948 году в Карловых Варах была основана духовная семинария, которая работала в Карловых Варах лишь 1948/1949 учебный год. В 1949 году семинария была переведена в Прагу, где также был проведён один, 1949/1950, учебный год. В семинарии учились молодые люди из Чехии и Словакии. Наконец, на основании правительственного указа № 112 от 14 июня 1950 года был создан православный богословский факультет. Его резиденцией стал город Прешов, в котором он творчески развивает свою деятельность до сих пор. Факультет стал самостоятельной богословской школой общереспубликанского значения.
В Прешове факультет разместился в здании бывшей греко-католической академии, которая была закрыта, а её студенты распущены. В 1968 году после восстановления Греко-католической церкви была предпринята попытка восстановить ее образовательные структуры в Восточной Словакии, но она не увенчалась успехом. Преподавание на Православном богословском факультете было начато в октябре 1950 года. В первом учебном году на факультет было зачислено около 100 студентов (часть из них обучалась экстерном). Первым деканом факультета стал богослов румынской школы профессор доктор богословия протоиерей Йозеф Градил.
Изучение теологии с самого начала осуществлялось на шести кафедрах: кафедре библеистики, систематического богословия, фундаментального богословия и философии, практического богословия, церковной истории, церковного права. Выпускники факультета получали степень магистра богословия, а при дальнейшем обучении на родине или за рубежом они могли получить учёное звание доктора богословия.
В 1990 году Факультет открыл филиал в Оломоуце, в котором ведётся заочное обучение. В 1990 году факультет стал частью Университета Павла Йозефа Шафарика. С 1 января 1997 года факультет включён в состав Прешовского университета на основании закона Национального совета Словацкой Республики о высшем образовании № 361/1996.
Начиная с января 2011 года, с факультетом тесно сотрудничают Ужгородская богословская академия имени святых Кирилла и Мефодия (высшее духовное учебное заведение УПЦ) и Карпатский университет имени Августина Волошина (частное высшее учебное заведение системы МОН Украины). В частности, ректор данных вузов — архимандрит Виктор (Бедь) по просьбе словакой стороны в октябре 2011 года возглавил атестационную комиссию ПБФ Прешовского университета.

## Кафедры
в настоящее время действуют следующие кафедры:
- Кафедра библеистики (Katedra biblických náuk)
- Кафедра церковной истории и византологии (Katedra cirkevných dejín a byzantológie)
- Кафедра христианской антропологии и социального служения (Katedra kresťanskej antropológie a sociálnej práce)
- Кафедра христианской педагогики и психологии (Katedra kresťanskej pedagogiky a psychológie)
- Кафедра практического и систематического богословия (Katedra praktickej a systematickej teológie)
- Институт греческого языка и культуры (Inštitút gréckeho jazyka a kultúry)

## Ссылка
- Сайт факультета